# Copa México 1949-1950
La Copa México 1949-1950 è stata la trentaquattresima edizione del secondo torneo calcistico messicano e la settima nell'era professionistica del calcio messicano. È cominciata il 9 luglio e si è conclusa il 6 agosto 1950. La vittoria finale è stata dell'Atlas.

## Formula
Le 14 squadre partecipanti si affrontano in turni ad eliminazione diretta in gara unica. In caso di paritá al termine dei tempi supplementari, la gara viene rigiocata.

### Ottavi di finale
| Squadra 1      | Risultato | Squadra 2        |
| -------------- | --------- | ---------------- |
| 9 luglio 1950  |           |                  |
| Marte          | 0 - 2     | Atlante          |
| Moctezuma      | 1 - 4     | Puebla           |
| Oro            | 1 - 3     | Atlas            |
| San Sebastián  | 1 - 3     | León             |
| 16 luglio 1950 |           |                  |
| América        | 0 - 2     | Asturias         |
| Guadalajara    | 1 - 2     | Real Club España |

- Il Tampico e il  Veracruz passano il turno senza giocare.

### Quarti di finale
| Squadra 1      | Risultato     | Squadra 2        |
| -------------- | ------------- | ---------------- |
| 16 luglio 1950 |               |                  |
| Tampico        | 2 - 1         | León             |
| Veracruz       | 4 - 3         | Puebla           |
| 23 luglio 1950 |               |                  |
| Atlante        | 4 - 2         | Asturias         |
| Atlas          | 4 - 3(d.t.s.) | Real Club España |

## Semifinali
| Squadra 1                   | Risultato     | Squadra 2 |
| --------------------------- | ------------- | --------- |
| 30 luglio 1950              |               |           |
| Atlante                     | 1 - 3         | Veracruz  |
| Atlas                       | 1 - 1(d.t.s.) | Tampico   |
| 1º agosto 1950(Ripetizione) |               |           |
| Atlas                       | 3 - 1         | Tampico   |

## Finale
| Città del Messico 6 agosto 1950, ore 15:00                                                    | Atlas     | 3 – 1            | Veracruz | Estadio de la Ciudad de los Deportes |
| \| \| \| \| \| 15’, 42’ José Mercado 49’ Edmundo Manzotti \| Marcatori \| Julio Ayllón 43’ \| |           |                  |          |                                      |
|                                                                                               |           |                  |          |                                      |
| 15’, 42’ José Mercado 49’ Edmundo Manzotti                                                    | Marcatori | Julio Ayllón 43’ |          |                                      |

### Verdetto finale
- Il Club Deportivo Atlas de Guadaljara vince la Copa México 1949-1950

## Coppa "Campeón de Campeones" 1950
- Partecipano le squadre vincitrici del campionato messicano: Veracruz e della coppa del Messico: Atlas. L'Atlas si aggiudica il titolo.

## Finale
| Città del Messico 13 agosto 1950, ore 15:00 | Atlas      | 3 – 1 (d.t.s.) | Veracruz | Estadio de la Ciudad de los Deportes |
| \| \| \| \| \| 30’ Juan José Novo 94’, 101’ Edwin Cubero \| Marcatori \| Julio Ayllón 40’ \| \| Luis Bernabé Heredia Jesús Aldrete Felipe Zetter Ricardo Ornelas Javier Novello Edmundo Manzotti Antonio Flores Juan José Novo José Mercado Fidencio Casillas Edwin Cubero \| Formazioni \| Felipe Castañeda Andrade Arteaga Paratore Rufino Lecca Gonzalo Buenhabad Reyes Grimaldo González Julio Ayllón Aparicio Luis de la Fuente Guadalupe Velásquez \| \| Eduardo Valdatti \| Allenatori \| Juan Luque de Serrallonga \| |            | |          |                                      |
| |            | |          |                                      |
| 30’ Juan José Novo 94’, 101’ Edwin Cubero | Marcatori  | Julio Ayllón 40’ |          |                                      |
| Luis Bernabé Heredia Jesús Aldrete Felipe Zetter Ricardo Ornelas Javier Novello Edmundo Manzotti Antonio Flores Juan José Novo José Mercado Fidencio Casillas Edwin Cubero | Formazioni | Felipe Castañeda Andrade Arteaga Paratore Rufino Lecca Gonzalo Buenhabad Reyes Grimaldo González Julio Ayllón Aparicio Luis de la Fuente Guadalupe Velásquez |          |                                      |
| Eduardo Valdatti | Allenatori | Juan Luque de Serrallonga |          |                                      |